# Medal „Za nienaganną służbę”
Medal „Za nienaganną służbę” (ros. Медаль "За безупречную службу") – najniższe radzieckie odznaczenie państwowe.
Decyzja o ustanowieniu medalu podjęta została przez dekret Rady Najwyższej ZSRR z 14 września 1957 roku. Sam medal został jednak ustanowiony w dniu 25 stycznia 1958 roku rozporządzeniami Ministrów: Obrony Narodowej ZSRR, Spraw Wewnętrznych i Przewodniczącego Komitetu Bezpieczeństwa Państwowego. Każdy z nich wydał swoje rozporządzenie, gdzie opisał także wygląd wersji medalu, które różnią się między sobą szczegółami.

## Zasady nadawania
Medal był nadawany żołnierzom Sił Zbrojnych ZSRR, wojsk Ministerstwa Spraw Wewnętrznych oraz żołnierzom wojsk oraz urzędnikom Komitetu Bezpieczeństwa Państwowego, którzy służyli co najmniej 10 lat i była to nienaganna służba.
Medal został ustanowiony w trzech klasach, który nadawano w zależności od lat służby:
- I klasy – za 20 lat nienagannej służby
- II klasy – za 15 lat nienagannej służby
- III klasy – za co najmniej 10 lat nienagannej służby.

Medal nadawany był kolejno od najniższego do najwyższego. Przy czym w momencie jego ustanowienia rozporządzenia dawały możliwość nadania od razu medalu wyższej klasy, jeżeli osoba odznaczona spełniała warunki dla danej klasy.
Medal był nadawany przez Ministrów Obrony ZSRR, Spraw Wewnętrznych ZSRR i przewodniczącego KGB oraz w okresie od 1962 – 1968 roku przez Ministrów Spraw Wewnętrznych poszczególnych republik związkowych.

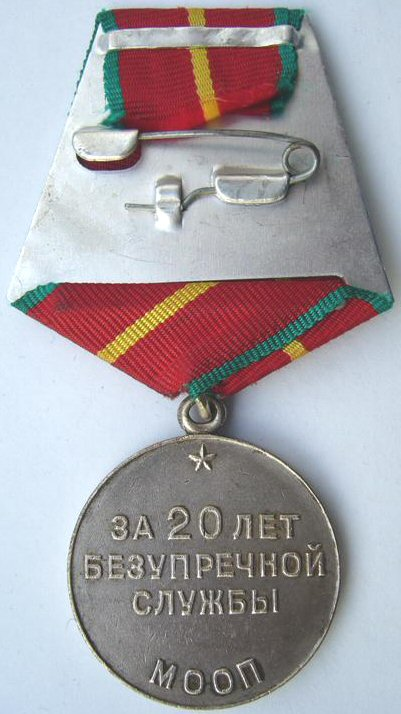
Rewers medalu kl. I nadawany żołnierzom i urzędnikom podległym Panstwowemu Komitetowi Bezpieczeństwa

## Opis odznaki
Odznakę stanowi okrągły krążek o średnicy 32 mm i w zależności od klasy wykonane ze srebra dla I klasy (od 1966 roku z nowego srebra) i mosiądzu dla II i III klasy. Odznaka jest w trzech wariantach różniących się szczegółami, wynikającymi z rozporządzeń, które je ustanowiły. Na awersie znajduje się pięcioramienna gwiazda, między ramionami gwiazdy znajdują się promienie. W środku gwiazdy znajduje się sierp i młot, wokół medalu znajduje się wieniec laurowy. Gwiazda w przypadku medalu I klasy jest pokryta czerwoną emalią, sierp i młot jest koloru srebrnego. Medal II klasy jest posrebrzany z wyjątkiem gwiazdy, która jest pozostawiona w kolorze metalu, a medal III klasy cały jest pozostawiony w kolorze metalu. Awersy medalu ustanowione przez Ministerstwo Spraw Obrony i Spraw Wewnętrznych są identyczne, natomiast wariant Komitetu Bezpieczeństwa Państwowego na awersie w dolnej części ma napisy w postaci liczb rzymskich XX (dla I klasy), XV (dla II klasy) i X (dla III klasy).
Rewersy medali w poszczególnych wariantach różniły się wyraźnie:
- na medalu nadawanym żołnierzom Sił Zbrojnych ZSRR na okręgu był napis ВООРУЖЕННЫЕ СИЛЫ СССР (pol. „Siły Zbrojne ZSRR”), w środku ЗА 20 (15, 10) ЛЕТ БЕЗУПРЕЧНОЙ СЛУЖБЫ (liczba lat zależy od klasy) (pol. Za 20 (15, 10) lat nienagannej służby) a pod nim gwiazda.
- na medalu nadawanym żołnierzom wojsk podległych Ministerstwu Spraw Wewnętrznych u góry była gwiazda, pod nią napis ЗА 20 (15, 10) ЛЕТ БЕЗУПРЕЧНОЙ СЛУЖБЫ, a w dolnej części МВД СССР (pol. „MSW ZSRR”). Istnieją także inne wersje napisów na tych medalach związane ze zmianami nazwy Ministerstwa oraz okresem gdy nadawany był przez ministrów poszczególnych republik związkowych, oraz wersja bez napisu w dolnej części.
- na medalu nadawanym żołnierzom wojsk i urzędnikom podległym Komitetowi Bezpieczeństwa Państwowego w środku był napis ЗА БЕЗУПРЕЧНУЮ СЛУЖБУ a nad nim gwiazda, pod spodem napis МООП.

Medal zawieszony był na pięciokątnej blaszce obciągniętej wstążką koloru czerwonego, na bokach znajdują się paski koloru zielonego, w środku znajdują się paski koloru żółtego: 1 dla I klasy, 2 dla II klasy i 3 dla III klasy.
| Baretki medalu | Baretki medalu | Baretki medalu |
| -------------- | -------------- | -------------- |
| I klasa        | II klasa       | III klasa      |